# Pierre Schwab
Pour les articles homonymes, voir Schwab.
Pierre Schwab est un producteur de cinéma français, également réalisateur, scénariste, directeur de production et auteur de chansons et de pièces de théâtre, né le 3 avril 1901 à Paris, ville où il est mort le 29 août 1986.	 

## Biographie
Après un Baccalauréat littéraire, il travaille pour des sociétés de Bourse, entre la France et les Etats-Unis.
A son retour il commence une carrière d'assistant -réalisateur de cinéma, notamment avec Jean Renoir, Sacha Guitry ou André Berthomieu. Puis il devient directeur de production pour les films de Henri Decoin, Léonid Moguy ou Roger Richebé.
Pendant la "Drôle de Guerre", il est officier-chef du service cinéma de la IVème armée. 
Démobilisé en juin 1940, il quitte la France et s'installe à Hollywood. Il devient scénariste et producteur pour la RKO, Paramount et Universal.
Rentré en France en 1948, il continue à travailler pour les Américains, notamment comme producteur associé de "dramatiques" pour la télévision (NBC New York et MGM Los Angeles)
Dans les années '60 il devient conseiller de production au sein du Service de la Recherche de l'ORTF, sous la direction de Pierre Schaeffer.
Il quitte l'ORTF et termine sa carrière cinématographique en produisant et réalisant de nombreux courts métrages (pour le BRGM, la Fédération des Industries du Textile etc.) et spots publicitaires (Danone, Peugeot, Nestlé etc.).
Parallèlement il écrit des chansons (Agnès Capri).
Il est l'auteur, avec Sylvain Itkine (mort en déportation), d'une pièce de théâtre, La Drôlesse, qui sera jouée après-guerre à la Comédie de Bourges et qui sera éditée chez Gallimard dans la collection "Le Manteau d'Arlequin".
Membre du Collège de Pataphysique.
Membre de la Société des Auteurs Dramatiques.

## Filmographie
- 1930 : Cœurs perdus (court métrage) de Pierre Schwab et M. de Kerven, réalisateur
- 1931 : On purge bébé de Jean Renoir, assistant réalisateur
- 1931 : La Chienne de Jean Renoir, assistant réalisateur
- 1931 : L'Amour à l'américaine de Claude Heymann, assistant réalisateur
- 1932 : Seul de Jean Tarride, assistant réalisateur
- 1932 : Fantômas de Paul Fejos, assistant réalisateur
- 1933 : La Femme idéale d'André Berthomieu, assistant réalisateur
- 1935 : Pasteur de Sacha Guitry, monteur
- 1935 : Bonne chance ! de Sacha Guitry, monteur
- 1936 : Le Secret de Polichinelle d'André Berthomieu, directeur de production
- 1936 : Le Mort en fuite d'André Berthomieu, directeur de production
- 1936 : Le Fantôme (court métrage) de Pierre Schwab, réalisateur
- 1936 : La Dame de Vittel de Roger Goupillières, directeur de production
- 1936 : L'Amant de Madame Vidal d'André Berthomieu, directeur de production
- 1937 : Un déjeuner de soleil de Marcel Cravenne, directeur de production
- 1937 : Rendez-vous Champs-Élysées de Jacques Houssin, directeur de production
- 1937 : L'Habit vert de Roger Richebé, directeur de production
- 1938 : Prisons de femmes de Roger Richebé, directeur de production
- 1939 : Le Déserteur de Léonide Moguy, directeur de production
- 1939 : Battement de cœur d'Henri Decoin, directeur de production
- 1950 : Traqué (Gunman in the Streets) de Frank Tuttle, directeur de production
- 1951 : Clara de Montargis d'Henri Decoin, directeur de production
- 1951 : Le Désir et l'amour d'Henri Decoin, directeur de production
- 1955-1957 : Captain Gallant of the Foreign Legion  (série télé, 12 épisodes), chargé de la production
- 1957 : Sahara d'aujourd'hui de Pierre Gout, producteur
- 1956 : En effeuillant la marguerite de Marc Allégret, producteur

1960: Au cinéma : "La Famille Fenouillard" de Yves Robert, producteur